# Aurélie Monvoisin
Pour les articles homonymes, voir Monvoisin.
Aurélie Monvoisin, née le 25 décembre 1997 à Montreuil, est une patineuse de vitesse sur piste courte française. 

## Carrière
Aurélie Monvoisin est au total 9 fois championne de France junior.
Le 6 mars 2011, âgée de 13 ans, elle devient vice-championne d’Europe junior D à Munich en Allemagne.
Le 18 mars 2012, âgée de 14 ans, elle devient une nouvelle fois Vice-championne d’Europe dans la catégorie d'au-dessus, Junior C, à Brasov, en Roumanie. 
Cette même année, en décembre elle devient pour la première fois de sa carrière championne de France Élite. 
Le 13 février 2013, elle remporte la médaille de bronze sur le 1 000 mètres au cours du Festival olympique d'hiver de la jeunesse européenne 2013 (FOJE) de Brasov. Le 17 mars 2013, elle décroche le titre de championne d'Europe en Italie pour la première fois de sa carrière. Elle remporte 2 distances sur 3.
Le 23 mars 2014, elle décroche le titre de vice-championne d’Europe junior B à Sofia en Bulgarie.
Le 1er mars 2019, elle remporte la médaille d'or sur le 500 mètres à l'Universiade d'hiver de 2019 à Krasnoïarsk, ainsi que la médaille d’argent sur le 1 000 mètres et le 1 500 mètres.
Le 21 décembre 2019, elle devient vice-championne de France à Dunkerque au cours des championnats de France Élite.
L'année suivante, elle est vingt-deuxième aux championnats d'Europe et quinzième aux championnats du monde.
Le 24 janvier 2021, elle devient championne d'Europe du relais féminin, sur 3 000 m, (avec Tifany Huot-Marchand, Aurélie Lévêque, Gwendoline Daudet, et Cloé Ollivier) à Gdańsk en Pologne. Il s'agit du tout premier titre européen pour l'Équipe de France en relais, toutes catégories confondues. La même saison, les mêmes patineuses obtiennent l'argent en coupe du monde. Aux Championnats du monde de patinage de vitesse sur piste courte 2021 à Dordrecht, elle est médaillée d'argent en relais.
Elle se fracture le tibia et le péroné lors d'une chute en finale du 500 mètres de coupe du monde en novembre 2021 ; remplacée par les junior Eva Grenouilloux et Cloé Ollivier en relais, elle voit l'équipe rater sa qualification olympique. Elle reprend fin 2023.
En 2024, la patinoire de l'équipe de France à Font-Romeu est en travaux, contraignant l'équipe nationale à s'entraîner à Bormio toute l'année avec l'équipe d'Italie. Trois athlètes, Aurélie Monvoisin, Sébastien Lepape et Tristan Navarro, ne peuvent se rendre à Bormio et s'entraînent en France à leurs frais. Les sélections ont lieu les 5 et 6 octobre 2024 à Bormio ; les trois Français écartés s'y préparent avec l'équipe de Pologne.